# Zvjezdana vrata SG-1 (sezona 9)
Deveta sezona znanstveno fantastične serije Zvjezdana vrata SG-1 sastoji se od 20 epizoda. Prvo emitiranje devete sezone počelo je 15. lipnja 2005. godine na Sci Fi Channelu. U devetoj sezoni pukovnik Cameron Mitchell postaje vođa SG-1 tima, a general Jack O'Neill napušta seriju. Samantha Carter se vraća u SGC. Goa'uld Bal pokušava ponovo uspostaviti svoju vladavinu. Ori postaju sve moćniji i spremaju se osvojiti Zemlju.

## Epizode
- 1. Avalon (1. dio)
- 2. Avalon (2. dio)
- 3. Porijeklo
- 4. Veze koje vežu
- 5. Moći koje jesu
- 6. Uporište
- 7. Bog iz stroja
- 8. Babilon
- 9. Prototip
- 10. Peti konjanik (1. dio)
- 11. Peti konjanik (2. dio)
- 12. Kolateralna šteta
- 13. Efekt
- 14. Tvrđava
- 15. Ethon
- 16. Pohlepa
- 17. Štetočine
- 18. Arturov plašt
- 19. Krstaški rat
- 20. Kamelot